# Wyschkino
Wyschkino (russisch Вышкино, deutsch Königshuld und Klohnen) ist ein verlassener Ort im Rajon Krasnosnamensk der russischen Oblast Kaliningrad.
Die heute kaum noch erkennbare Ortsstelle von Königshuld I liegt am südwestlichen Rand des Torfmoors Königshuld (russisch: Boloto Welikoje) und ist über eine unwegsame Verbindungsstraße von Sabrodino (Lesgewangminnen/Lesgewangen) nach Tolstowo (Löbegallen/Löbenau) erreichbar. Die Ortsstelle des ehemaligen Klohnen liegt etwa drei Kilometer nordwestlich von Tolstowo. Zwischen Königshuld I und Klohnen liegt die Ortsstelle das ebenfalls verlassenen Poplienen/Poplingen, das seit 1928 zu Königshuld I gehörte und nach 1945 noch kurzzeitig den russischen Namen Suslowo trug.

## Geschichte

### Königshuld I
54° 55′ 3″ N, 22° 19′ 32″ O
Im Jahr 1768 wurde dem Generalmajor David Fritz von Lossow das Torfmoor Kackscher Ball, auch Kacksche Balis genannt, von Friedrich dem Großen durch Erbverschreibung verliehen. Die ringsherum dem Moor (offiziell nun Torfmoor Königshuld genannt, heute russisch: Boloto Welikoje) abgerungenen Ländereien erhielten den Namen Königshuld(t). Der westliche Bereich des Moores gehörte seit 1818 zum Kreis Ragnit und der dortige Anteil von Königshuld wurde in zwei Kolonien aufgeteilt, die von Eigenkätnern bewirtschaftet wurden. Das am südwestlichen Rand des Moores gelegene Königshuld I erhielt 1874 den Status einer Landgemeinde und wurde im selben Jahr dem neugebildeten Amtsbezirk Waszeningken im Kreis Ragnit zugeordnet. Man beschäftigte sich dort vor allem mit dem Torfabbau. 1928 wurde die Landgemeinde Poplienen (s. u.) an die Landgemeinde Königshuld I angeschlossen. Auch derjenige Anteil des Torfmoores Königshuld, der zum Kreis Tilsit-Ragnit gehörte, war fortan Teil des Gemeindegebietes.
In Folge des Zweiten Weltkrieges kam Königshuld I im Jahre 1945 mit dem nördlichen Ostpreußen zur Sowjetunion.

#### Einwohnerentwicklung
| Jahr | Einwohner | Bemerkungen                          |
| ---- | --------- | ------------------------------------ |
| 1867 | 86        |                                      |
| 1871 | 78        |                                      |
| 1885 | 87        |                                      |
| 1905 | 72        |                                      |
| 1910 | 74        |                                      |
| 1933 | 140       | Einschließlich Poplienen             |
| 1939 | 133       | Einschließlich Poplingen (Poplienen) |

### Poplienen (Poplingen) / Suslowo
54° 54′ 56″ N, 22° 20′ 17″ O
Poplienen, auch Plempeningken genannt, war im 18. Jahrhundert ein Schatulldorf. 1874 wurde die Landgemeinde Poplienen dem Amtsbezirk Waszeningken zugeordnet. 1929 erfolgte der Anschluss an die Landgemeinde Kõnigshuld I. Dort wurde der Ortsteil Poplienen im Jahr 1938 in Poplingen umbenannt.
Auch Poplienen/Poplingen kam 1945 zur Sowjetunion. 1950 erhielt der Ort, nun wieder eigenständig, den russischen Namen Suslowo und wurde dem Dorfsowjet Tolstowski selski Sowet im Rajon Krasnosnamensk zugeordnet. 1965 gelangte der Ort (falls er zu dieser Zeit noch existierte) in den Chlebnikowski selski Sowet. Suslowo wurde vor 1975 aus dem Ortsregister gestrichen.

#### Einwohnerentwicklung
| Jahr | Einwohner |
| ---- | --------- |
| 1867 | 92        |
| 1871 | 117       |
| 1885 | 117       |
| 1905 | 125       |
| 1910 | 109       |

### Klohnen
54° 54′ 38″ N, 22° 21′ 43″ O

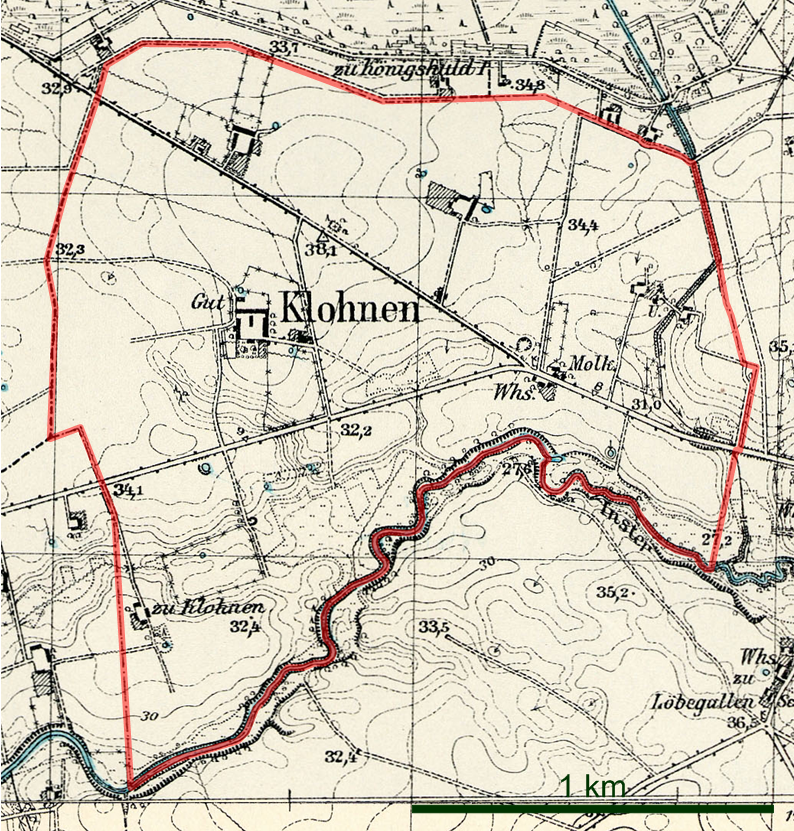
Die Landgemeinde Klohnen auf einem Messtischblatt von 1927

Klohnen war im 18. Jahrhundert ein königliches Dorf. Seit 1874 gehörte die Landgemeinde Klohnen zum neu gebildeten Amtsbezirk Löbegallen im Kreis Pillkallen.
Auch Klohnen kam 1945 zur Sowjetunion.

#### Einwohnerentwicklung
| Jahr | Einwohner |
| ---- | --------- |
| 1867 | 78        |
| 1871 | 70        |
| 1885 | 83        |
| 1905 | 125       |
| 1910 | 110       |
| 1933 | 107       |
| 1939 | 80        |

### Wyschkino
Im Jahr 1947 bekam der Ort Königshuld I den russischen Namen Wyschkino und wurde gleichzeitig dem Dorfsowjet Tolstowski selski Sowet im Rajon Krasnosnamensk zugeordnet. Während das ehemalige Königshuld I bald wieder verlassen wurde (falls es überhaupt wiederbesiedelt worden war) griff der Ort Wyschkino in der Folge auf das ehemalige Klohnen über. 1965 gelangte Wyschkino in den Chlebnikowski selski Sowet. Auf einer Karte von 1984 wurde Wyschkino als unbewohnt bezeichnet und vor 1988 aus dem Ortsregister gestrichen.

## Kirche
Kirchlich war Königshuld I vor 1945 mit seinen fast ausnahmslos evangelischen Einwohnern in die Kirche Budwethen (der Ort hieß zwischen 1938 und 1946: Altenkirch, russisch: Malomoschaiskoje) eingepfarrt. Sie gehörte zur Diözese Ragnit im Kirchenkreis Tilsit-Ragnit innerhalb der Kirchenprovinz Ostpreußen der Kirche der Altpreußischen Union.
Klohnen gehörte zum evangelischen Kirchspiel Lasdehnen.